# Premier Soccer League (Simbabwe)
Die Premier Soccer League (derzeit auch: Castle Lager Premiership) ist die höchste Spielklasse des nationalen Fußballverbands von Simbabwe.

## Saison 2015
In der Saison 2015 nehmen die folgenden 16 Mannschaften am Spielbetrieb teil:
- Buffaloes FC
- CAPS United FC
- Chapungu United FC
- Chicken Inn FC
- Dongo FC
- Dynamos FC
- Flame Lilly FC
- Harare City FC
- Highlanders FC
- How Mine FC
- Hwange FC
- Kariba FC
- Platinum FC
- Triangle United FC
- Tsholotsho FC
- Wha Wha FC

## Bisherige Gewinner
- 1980: Dynamos FC
- 1981: Dynamos FC
- 1982: Dynamos FC
- 1983: Dynamos FC
- 1984: Black Rhinos FC
- 1985: Dynamos FC
- 1986: Dynamos FC
- 1987: Black Rhinos FC
- 1988: Zimbabwe Saints FC
- 1989: Dynamos FC
- 1990: Highlanders FC
- 1991: Dynamos FC
- 1992: Black Aces FC
- 1993: Highlanders FC
- 1994: Dynamos FC
- 1995: Dynamos FC
- 1996: CAPS United
- 1997: Dynamos FC
- 1998/99: Highlanders FC
- 2000: Highlanders FC
- 2001: Highlanders FC
- 2002: Highlanders FC
- 2003: Amazulu FC
- 2004: CAPS United
- 2005: CAPS United
- 2006: Highlanders FC
- 2007: Dynamos FC
- 2008: Monomotapa United FC
- 2009: Gunners FC
- 2010: Motor Action FC
- 2011: Dynamos FC
- 2012: Dynamos FC
- 2013: Dynamos FC
- 2014: Dynamos FC
- 2015: Chicken Inn FC
- 2016: CAPS United
- 2017: Platinum FC
- 2018: Platinum FC
- 2019: Platinum FC
- 2020: keine Meisterschaft
- 2021/22: Platinum FC
- 2023: Ngezi Platinum FC
- 2024: Simba Bhora FC